# القیراث
ال قیراس یک منطقهٔ مسکونی در یمن است که در استان صنعا واقع شده‌است.